# Бирманска операция (1941 – 1942)
Бирманската операция от декември 1941 до май 1942 година е първата военна операция от Бирманската кампания на Втората световна война, при която Япония, подпомагана от Тайланд и местни бунтовници, завладява Британска Бирма, изтласквайки от там войските на Британската империя и Китай.
Японците навлизат в Бирма от територията на Тайланд на 14 декември 1941 година, атакувайки най-южния ѝ град Виктория Пойнт (днес Котаунг), след което напредват бавно на север, бомбардирайки столицата Рангун. На 7 март те влизат в Рангун и продължават офанзивата си във вътрешността на страната, разгромявайки съюзническите войски, които до май 1942 година се оттеглят към Китай и Британска Индия.